# 피세크구

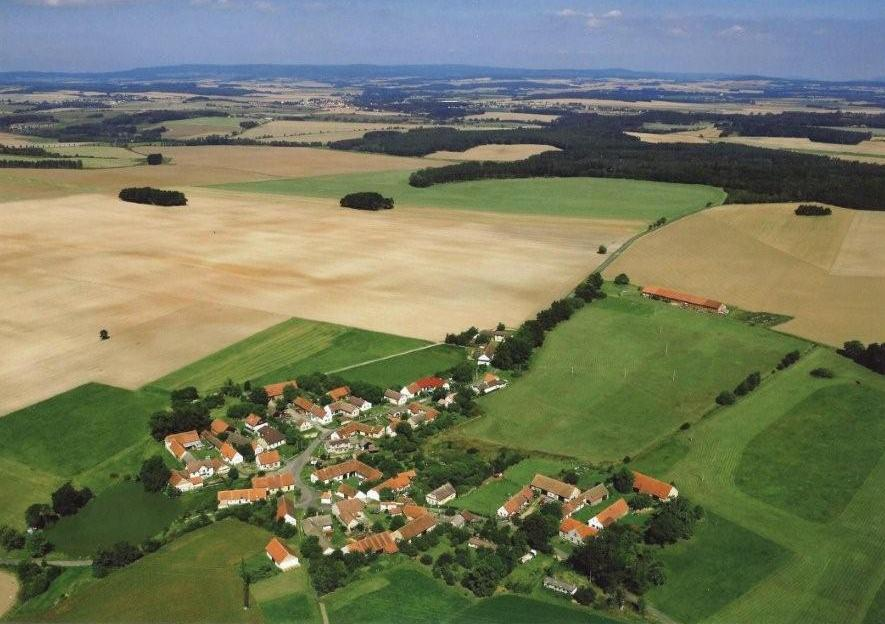
피세크구 라스텔리의 농촌 풍경

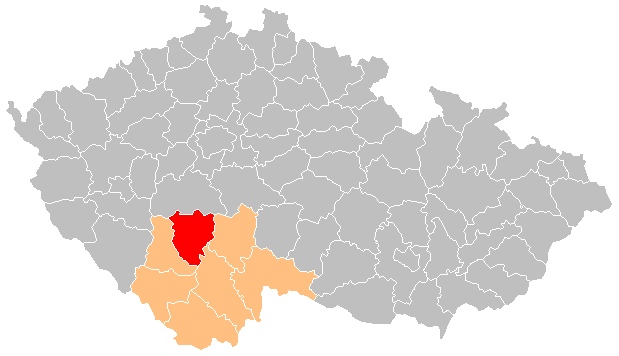
피세크구의 위치

피세크구(체코어: Okres Písek)는 체코 남보헤미아주를 구성하는 7개 구 가운데 하나로 행정 중심지는 피세크이며 면적은 1,126.84km2, 인구는 71,308명(2019년 1월 1일 기준), 인구 밀도는 63명/km2이다.
남보헤미아주 북부에 위치하며 75개 지방 자치체(7개 시, 68개 마을)를 관할한다. 남보헤미아주 체스케부데요비체구, 타보르구, 스트라코니체구, 중앙보헤미아주 프르지브람구와 접한다.